# Gewog di Logchina
Il gewog di Logchina è uno degli undici raggruppamenti di villaggi del distretto di Chukha, nella regione Occidentale, in Bhutan.